# Gabriel Deck
Gabriel Alejandro Deck (* 8. Februar 1995 in Añatuya) ist ein argentinischer Basketballspieler, welcher seit 2022 bei Real Madrid in der Liga ACB und EuroLeague spielt. Er spielt auf der Position des Small Forwards.

## Laufbahn
Gabriel Deck kam in Añatuya, im Nordwesten Argentiniens zur Welt und wuchs in bescheidenen Verhältnissen in der kleinen Gemeinde Colonia Dora, im Departamento Avellaneda auf. In jungen Jahren interessierte sich Deck vor allem für Fußball, über seinen Bruder Joaquín kam er jedoch mit den Basketballsport in Kontakt und begann im örtlichen Verein Club Atlético Bartolomé Mitre zu spielen. An Wochenenden fuhren die Gebrüder Deck ins 180 km entfernte Ceres, im Departamento San Cristóbal, um im etwas größeren Verein Club Central Argentino Olímpico zu trainieren und auf höherem Niveau zu spielen.
Im Januar 2009 übersiedelte der 13-jährige Gabriel Deck zusammen mit seinem Bruder in die Provinzhauptstadt Santiago del Estero und heuerte für den bekannten Basketballverein Asociación Atlética Quimsa an. In der Jugend von Quimsa begann der schnelle Aufstieg Decks zu einem der größten Talente im argentinischen Basketball. Am 15. Januar 2010 debütierte der damals erst 14-jährige Deck bereits in einem Meisterschaftsspiel gegen Club Atlético Quilmes Mar del Plata im Profikader. In der Saison 2014/15 schließlich konnte er mit seinem Klub sowohl den Torneo Súper 8 als auch die argentinische Meisterschaft gewinnen. Er selbst wurde zum Most Improved Player der Liga ernannt. Im Jahr 2016 wechselte Gabriel Deck in die Landeshauptstadt Buenos Aires, zu CA San Lorenzo de Almagro. Hier schaffte er seinen Durchbruch, gewann sowohl 2016/17 als auch 2017/18 die argentinische Meisterschaft und holte mit seinem Klub darüber hinaus auch die FIBA Americas League 2018. Für seine herausragenden individuellen Leistungen erhielt er in beiden Finalserien um die argentinische Liga Nacional de Básquetbol die MVP-Auszeichnung. In der Saison 2017/18 wurde er darüber hinaus sowohl zum wertvollsten Spieler des Grunddurchganges der Meisterschaft als auch des Finales um die FIBA Americas League gewählt.
Im Sommer 2018 wechselte Gabriel Deck zum spanischen Klub Real Madrid, wo er einen bis Juni 2021 laufenden Vertrag unterschrieb. Mit den Hauptstädtern gewann er die Meisterschaft 2018/19 sowie den nationalen Pokal 2020, darüber hinaus gelang ihm mit seiner Mannschaft der Sieg beim Supercup 2018, 2019 und 2020. Im April 2021 wechselte Gabriel Deck noch vor Abschluss der Saison in die NBA, wo er von den Oklahoma City Thunder unter Vertrag genommen wurde. Er erhielt einen Vierjahresvertrag, Anfang Januar 2022 aber endete die Zusammenarbeit bereits wieder. Deck wirkte in 17 NBA-Spielen mit, in denen er im Schnitt sechs Punkte erzielte. Im selben Monat kehrte er zu Real Madrid zurück, er unterschrieb einen mehrere Jahre geltenden Vertrag. Im Juni 2022 wurde er mit Real spanischer Meister. 2023 gewann man die EuroLeague, Deck verpasste den Endspielsieg wegen einer Verletzung.
Im Spieljahr 2023/24 errang Deck mit den Madrilenen drei spanische Titel (Meisterschaft, Pokalwettbewerb, Supercup). Zwei Knieverletzungen machten ihm während der Saison zu schaffen.

### Nationalmannschaft
Gabriel Deck spielte bereits ab 2009 in diversen Nachwuchsmeisterschaften für die argentinische Landesauswahl. Sein Debüt in der A-Nationalmannschaft feierte er am 23. August 2015 im Zuge der Vorbereitung für die Amerikameisterschaft gegen Kanada. Das Turnier beendete Argentinien letztlich auf dem zweiten Platz. Er stand bei den Olympischen Sommerspielen 2016 ebenso im Aufgebot seiner Nationalmannschaft wie bei der Amerikameisterschaft 2017, die Argentinien erneut auf dem zweiten Platz beendete.

## Erfolge und Ehrungen
Real Madrid
- EuroLeague-Sieger: 2022/23
- Spanische Meisterschaft: 2018/19, 2021/22, 2023/24
- Spanischer Pokal: 2020, 2024
- Spanischer Supercup: 2018, 2019, 2020, 2022, 2023

CA San Lorenzo de Almagro
- FIBA Americas League: 2018
- Liga Nacional de Básquetbol: 2016/17, 2017/18
- Torneo Súper 4: 2017

Asociación Atlética Quimsa
- Liga Nacional de Básquetbol: 2014/15
- Torneo Súper 8: 2014

Argentinische Nationalmannschaft
- Basketball-Weltmeisterschaft: Silbermedaille 2019
- Panamerikanische Spiele: Goldmedaille 2019
- Amerikameisterschaft: Silbermedaille 2015 und 2017

Persönliche Ehrungen
- MVP des Finales der FIBA Americas League: 2018
- MVP des Finales der Liga Nacional de Básquetbol: 2016/17, 2017/18
- MVP des Grunddurchganges der Liga Nacional de Básquetbol: 2017/18
- Liga Nacional de Básquetbol All-Tournament Team: 2016/17, 2017/18
- MVP des Torneo Súper 4: 2017